# Mary Tileston Hemenway
Mary Porter Tileston Hemenway (Nueva York, 1820 – Boston, 1894) fue una filántropa estadounidense. Patrocinó la Expedición Arqueológica Hemenway al suroeste americano, y abrió la primera cocina en una escuela pública en Estados Unidos.

## Biografía
Su padre fue Thomas Tileston (1796-1864), uno de los comerciantes más ricos de Nueva York, y su madre Mary Porter. En 1840, contrajo matrimonio con Edward Augustus Holyoke Hemenway (1803–1876), un comerciante de Boston. Tras su boda,  se trasladaron a una casa de Boston esquina de las calles Tremont y Almenara. En 1845, se trasladaron a Winthrop Square. En 1853, se trasladaron a una casa en la esquina de Mt. Vernon y Nuez, en Beacon Hill. Sus hijas fueron Charlotte Augusta (1841-1865), Alice (fallecida en la infancia), Edith (1851-1904) y Amy (1848-1911), que estuvo casada con Louis Cabot. Su hijo, Augustus Jr. (1853–1931) estuvo casado con Harriet Lawrence. Tileston fue retratada por la escultora Anne Whitney.

## Filantropía

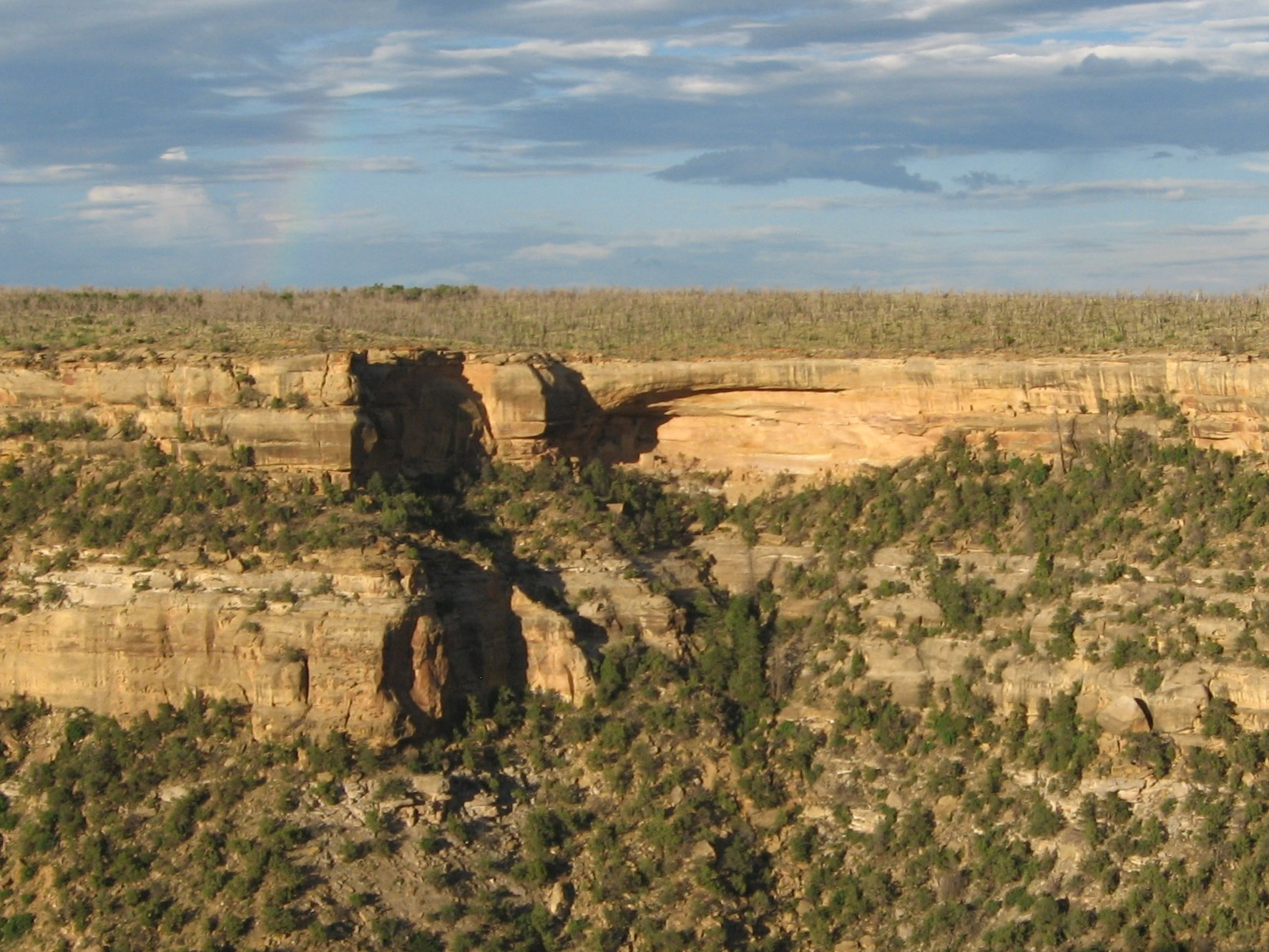
Mary Tileston Hemenway apoyó financieramente la primera expedición arqueológica en el suroeste americano. En 1907, Edgar L. Hewett propuso nombrar este Cañón (Parque nacional Mesa Verde) en su honor.

Su carrera filantrópica comenzó 1865 después de la muerte de su hija. Sus intereses incluían fortalecer la educación en el sur, mejorar las habilidades domésticas entre las niñas y promover el conocimiento del pasado estadounidense. Fue miembro de la Iglesia de los Discípulos de James Freeman Clarke. En 1876, contribuyó a salvar la Old South Meeting House de su destrucción mediante la donación de 100,000 dólares. Patrocinó escuelas de vacaciones de verano, fundó la Escuela Normal de Cocina de Boston en 1887, promovió una conferencia sobre entrenamiento físico y estableció la Escuela Normal de Gimnasia de Boston en 1889.
Como viuda adinerada, continuó la tradición de la actividad filantrópica después de la muerte de su esposo con grandes contribuciones a la arqueología estadounidense. La Expedición Arqueológica del Sudoeste de Hemenway, que fue la primera expedición arqueológica científica realizada en el suroeste de Estados Unidos, fue patrocinada por ella. Su ambición era establecer un museo privado llamado Museo del Pueblo en Salem, Massachusetts, basado en los hallazgos arqueológicos. El Hohokam prehistórico fue descubierto durante la expedición. La expedición se terminó en 1894 con la muerte de Hemenway.
Murió por un coma diabético en su casa de Beacon Hill. Ella es recordada en el Boston Women's Heritage Trail.